# Aegus listeri
Aegus listeri es una especie de coleóptero de la familia Lucanidae.

## Distribución geográfica
Habita en la isla de Navidad (Australia).